# Aksjeselskap
Die Aksjeselskap (norwegisch ‚Aktiengesellschaft‘; abgekürzt AS) ist eine norwegische Rechtsform für kleine Aktiengesellschaften. Rechtsgrundlage ist das Lov om aksjeselskaper ‚Gesetz über Aktiengesellschaften‘. Die Aksjeselskap ist eine Kapitalgesellschaft mit begrenzter Haftung der Gesellschafter. Das Mindestkapital beträgt 30.000 NOK (entspricht 2.496 Euro, Wechselkurs vom 
14. April 2025).
Grundsätzlich muss jeder Jahresabschluss einer AS durch einen Abschlussprüfer geprüft werden. Kleine Gesellschaften können sich für eine Befreiung von der Prüfpflicht entscheiden, wenn der Jahresumsatzerlös weniger als 6.000.000 NOK beträgt, die Bilanzsumme kleiner als 23.000.000 NOK ist und die Gesellschaft nicht mehr als 10 Arbeitnehmer beschäftigt.
Eine Aksjeselskap muss verpflichtend im norwegischen Unternehmensregister (Brønnøysundregistrene) eingetragen werden, wobei bis zum 1. März 2019 im Gesellschaftsvertrag anzugeben war, in welcher Gemeinde (kommune i riket) der Sitz der Gesellschaft ist. Durch diese Änderung ist es seit 1. März 2019 nicht mehr erforderlich, bei einer Sitzverlegung innerhalb von Norwegen, den Gesellschaftsvertrag zu ändern. Da in Norwegen die Sitztheorie gilt, wird eine Aksjeselskap automatisch gelöscht, wenn sie den Verwaltungssitz von Norwegen weg verlegt.